# Трефюмель
Трефюме́ль (фр. Tréfumel, брет. Trefermael) — коммуна во Франции, находится в регионе Бретань. Департамент — Кот-д’Армор. Входит в состав кантона Ланвалле. Округ коммуны — Динан.
Код INSEE коммуны — 22352.

## География
Коммуна расположена приблизительно в 330 км к западу от Парижа, в 36 км северо-западнее Ренна, в 60 км к востоку от Сен-Бриё.
По территории коммуны протекает река Ранс.

## Население
Население коммуны на 2016 год составляло 275 человек.
| 1962 | 1968 | 1975 | 1982 | 1990 | 1999 | 2010 | 2016 |
| ---- | ---- | ---- | ---- | ---- | ---- | ---- | ---- |
| 301  | 325  | 321  | 278  | 262  | 246  | 265  | 275  |

## Экономика
В 2007 году среди 157 человек в трудоспособном возрасте (15—64 лет) 119 были экономически активными, 38 — неактивными (показатель активности — 75,8 %, в 1999 году было 69,8 %). Из 119 активных работали 109 человек (55 мужчин и 54 женщины), безработных было 10 (4 мужчины и 6 женщин). Среди 38 неактивных 14 человек были учениками или студентами, 17 — пенсионерами, 7 были неактивными по другим причинам.

## Достопримечательности
- Церковь Св. Агнессы (XI век). Исторический памятник с 1964 года[3]

## Фотогалерея
- Мэрия
- Церковь Св. Агнессы